# Paenula

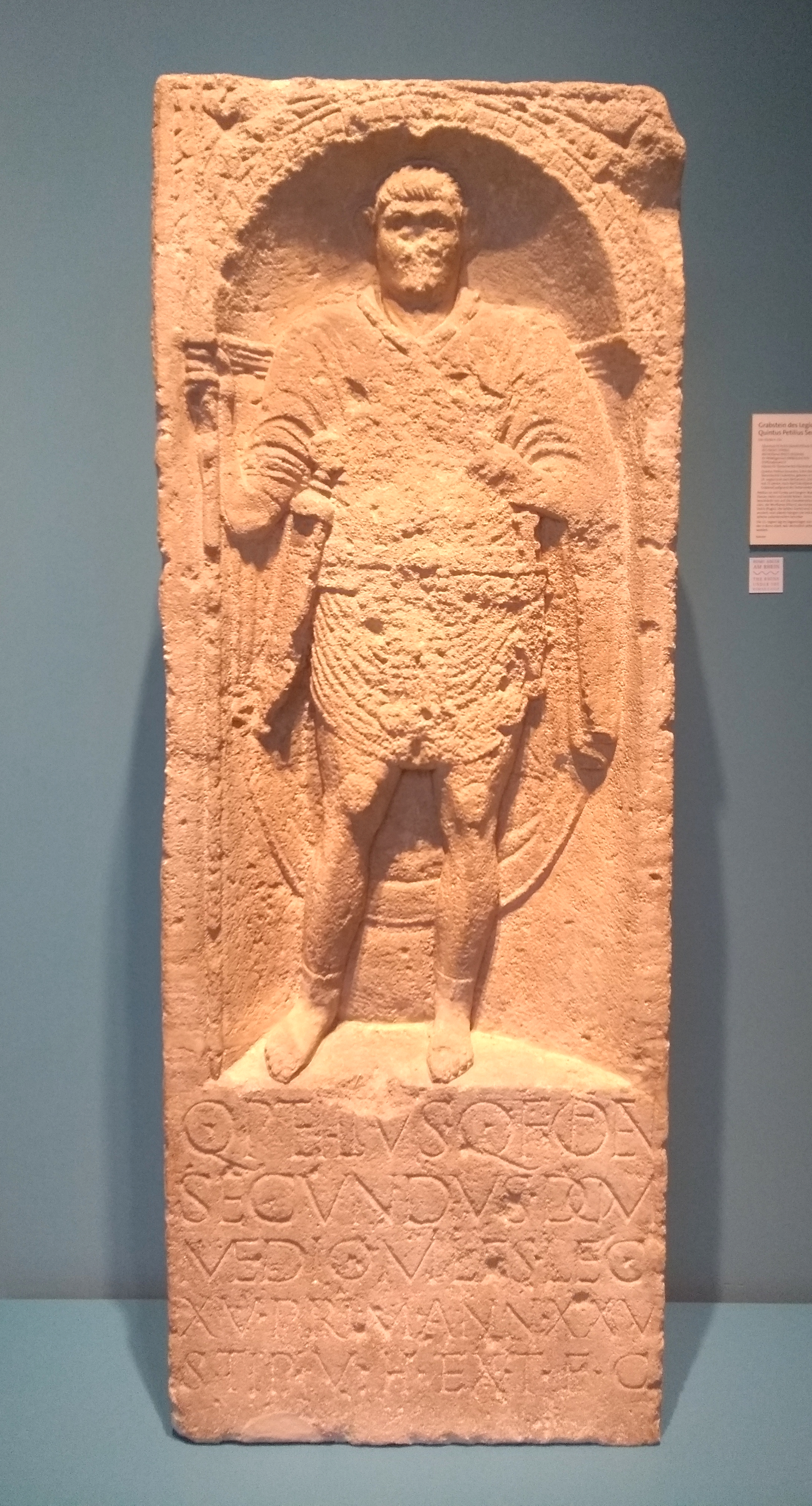
Inscripción del soldado Quinto Petilio Secundo procedente de Bonna, en cuyo retrato se aprecia claramente la paenula.

La paenula fue un tipo de capa utilizado en el mundo romano a partir del siglo IV a. C. Se trataba de una pieza de tela de lana basta de forma oval con una capucha, similar al actual poncho.

## Historia
Fue introducida en Roma por influencia etrusca y se convirtió en la capa típica de las clases populares y de los esclavos. Como era práctica y resistente, se convirtió en parte del equipo estándar de los soldados del Ejército y, a partir de ahí, hacia el cambio de era, se convirtió también en una pieza común para hombres y mujeres en todo el Imperio.